# Ampersand
Ampersand (&) este un cuvânt englezesc care denumește un semn grafic ce reprezintă conjuncția „și (comercial)”. El își are originea în ligatura literelor et, termenul latinesc pentru „și”.
Inventatorul acestui semn este Tiron, secretarul lui Cicero, și autor al primei metode de stenografie cunoscute, dar acest semn tipografic nu se regăsește în niciunul din manuscrisele sale. Este citat și Aldo Manuzio, un tipograf-librar instalat la Veneția, care a revoluționat tiparul, în afară de acest semn grafic, prin formatul pe care l-a dat cărților sale, îndeosebi cele  in-octavo, mai mic, mai ieftin și mai ușor de mânuit decât cele in-quarto sau in-folio.

## Pronunțare
- /ˈæm.pə(ɹ).sænd/
- Audio (US) (ajutor·info)

## Utilizare istorică

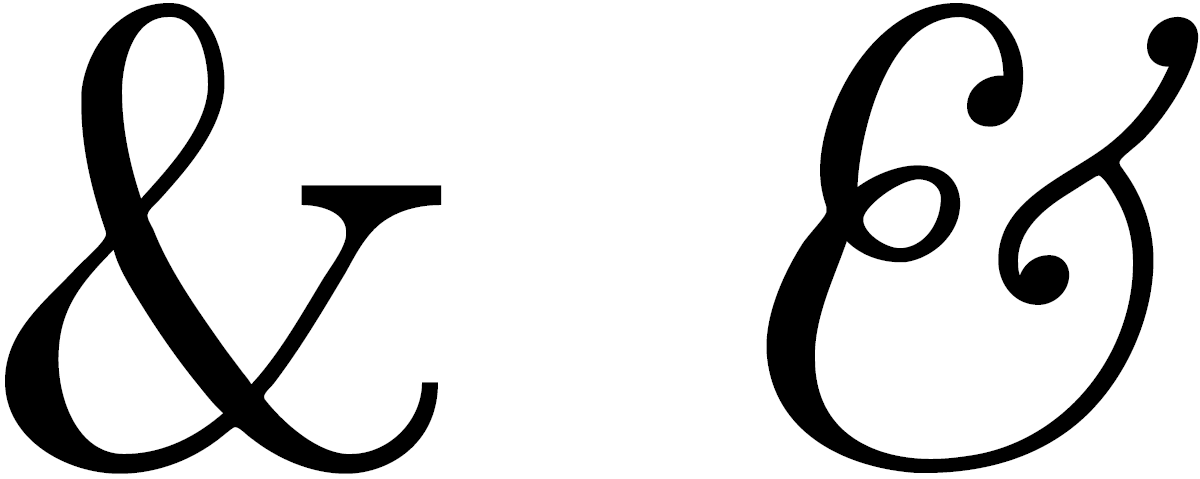
Ampersand drept și italic.

Ampersand-ul rezultă din ligatura lui e și a lui t, moștenită din epoca merovingiană. La origine, această grafie ligaturată era utilizată mai mult sau mai puțin sistematic de către copiștii medievali, care foloseau numeroase alte abrevieri. În ocurență, se găsesc ampersand-uri frecvent folosite pentru termenii et (&), etc. (&c.). În timp ce în manuscrisele europene doar acești doi termeni erau abreviați cu ajutorul lui &, copiștii englezi se serveau de el și în orice secvență: -et-: deberet putea fi scris deber&. Totuși astfel de grafii se găsesc și pe Vechiul Continent: fazet, în Jurămintele de la Strasbourg, este scris faz&.